# Alqueva-dam
De Alqueva-dam is een stuwdam in de rivier Guadiana in de Alentejoregio in Portugal. De dam ligt op de grens van de districten Beja en Évora.

## Geschiedenis
In 1994 werd, na jarenlange discussies, definitief doorgezet met de bouw. In 1975 was het project al wel goedgekeurd en begonnen. De dam was in 2002 klaar en op 8 februari werd de dam afgesloten. Het duurde tien jaar voordat het reservoir geheel gevuld was. Het dorp Aldeia da Luz zou onder water komen te staan en werd elders herbouwd.

## Ligging en functie
De oppervlakte van het meer bedraagt 250 km² met een totale oeverlengte van 1200 km. Ongeveer 23 km benedenstrooms is de Pedrógão-dam. Bij beide dammen wordt elektriciteit opgewekt. In droge periodes pompen de turbines water uit het tweede meer terug naar het eerste meer. Het water wordt ook gebruikt ter irrigatie en als koelwater.